# Униформист
Униформисты (униформы) — обслуживающий персонал в цирке, выполняющий вспомогательную работу на цирковой арене во время представлений и на репетициях (названы так по единообразной форменной одежде).
Униформа была впервые введена в Цирке «Олимпик» (Париж, начале XIX в.) — все артисты до начала и после своих выступлений были обязаны работать в униформе. Этот распорядок сохранялся во всех цирках, в том числе и в дореволюционном русском цирке.
Обязанности униформиста: подготовка манежа к началу программы, а во время пауз — к очередному номеру (расстилание и скатывание ковра, установка и подвеска аппаратуры, реквизита и др.); ассистирование исполнителям (поддержка обручей или лент, через которые производятся прыжки, подача и уборка реквизита, участие в клоунских антре и других номерах для выполнения некоторых подсобных, обычно комичных заданий).
Униформист выполняет и декоративную функцию: одетые в одинаковую парадную одежду, группируясь в различные мизансцены для встречи и проводов исполнителей, униформисты — неотъемлемый и исключительно важный компонент цирковой программы. От его работы зависят темп, ритм, общая чёткость всего представления.
В одном из своих писем конца 1920-х годов И. А. Бунин обратился к А. И. Куприну как к знатоку цирка с просьбой объяснить ему как называются и чем занимаются униформисты, на что в ответном письме Куприн писал:
Те, что стоят при выходе из конюшен на манеж, называются — обще— униформа. 
Из них те, что в камзолах, в сапожках с крагами (ныне большей частью в синих, серых или даже красных рейтфраках), зовутся берейторами, пикерами, реже — штальмейстерами. 
Это всё цирковые артисты, обязанные по контракту делать парад директору, членам его семьи, наездникам и гастролерам, помогать в установке и укреплении аппаратов, держать обручи и лепты, убирать и чистить манеж, расстилать ковер и т. д. Но грязной работой занимаются всегда конюхи: они тоже стоят в проходе, в наше время в гимнастерках защитного цвета, позади фрачников. Собственно, штальмейстер — это старший над униформой. Он обыкновенно подает реплики клоунам. Он же руководит работой униформы. Это важное лицо.
Из униформистов вышли многие цирковые артисты (эквилибрист на перше Ю. Половнёв, воздушные гимнасты Б. Левандовский, В. Лисин, ковёрный клоун Б. Вяткин, дрессировщик собак Н. Ермаков, дрессировщик хищных животных М. Багдасаров, создатель номера «Акробаты на скейтборде» А. Калинин и другие).

## В культуре
В политизированном тексте песни «Движение Вспять» группы «Алиса» К. Кинчев использовал строку «униформисты сторожат партер, стуком отвечая на стук»

## Использованная литература
1. Чивов А. Повышать знания, совершенствовать технику // Сов. цирк. — 1959. — № 9.
2. Прокопенко Л. Униформист — должность не сезонная // Сов. эстрада и цирк. — 1966. — № 10.
3. Матарди Д. Важная неотложная задача // Сов. эстрада и цирк. — 1971. — № 2.
4. Никулин Л. В. Люди и странствия. Воспоминания и встречи. — М., 1962.